# Preman
Preman és una pel·lícula acció indonèsia del 2021, dirigida, coproduïda i escrita per Randolph Zaini en el seu debut com a director. La pel·lícula és protagonitzada per Khiva Iskak i Muzzaki Ramdhan. La pel·lícula es va estrenar al Festival Internacional de Cinema de Seattle del 2021. S'ha subtitulat al català.
Es va estrenar al Festival Internacional de Cinema de Seattle del 2021. També es va projectar al Festival Internacional de Cinema de Xangai i al Fantastic Fest, d'Austin.

## Premissa
Un criminal sord amb un passat traumàtic i el seu fill han de lluitar per sortir del seu petit poble després de presenciar un horrible assassinat.

## Repartiment
- Khiva Iskak com a Sandi
- Farell Akbar com a Sandi de jove
- Muzakki Ramdhan com a Pandu
- Kiki Narendra com a Guru
- Salvita Decorte com a Cherry
- Revaldo com a Ramon
- Putri Ayudya com a Mayang
- Khayla Maharanie com a Mayang de jove
- Gilbert Pattiruhu com a Komandan
- Egi Fedly com a Pak Haji
- Paul Agusta com a Paul
- Tebe Ali com a Irfan
- Emil Kusumo com a Bang bang
- Jenny Zhang com a Ching Ching
- Jourdy Pranata com a Joko
- David Saragih com a Hanoeng